# Bahnstrecke Vinařice–Kladno-Dubí
| Kursbuchstrecke: | 11b (1982)           |                                               |                                               |
| Streckenlänge: | 6,2 km               |                                               |                                               |
| Spurweite: | 1435 mm (Normalspur) |                                               |                                               |
| |                      |                                               |                                               |
| \| \| \| von Zvoleněves (vorm. Zwolenowes-Smečnaer EB) \| \| \| \| 9,9 \| Vinařice früher Střebichowitz-Vinařitz \| Vinařice früher Střebichowitz-Vinařitz \| \| \| \| vlečka Janův důl \| \| \| \| 13,1 \| Tuhaň \| Tuhaň \| \| \| \| vlečka důl Mayrau, důl Ronna und důl Theodor \| \| \| \| \| vlečka Barrův důl \| \| \| \| 14,9 \| Švermov-Hnidousy \| Švermov-Hnidousy \| \| \| \| von Kladno (vorm. BEB) \| \| \| \| \| von Staré Kladno (vorm. BEB) \| \| \| \| 16,1 \| Kladno-Dubí \| 335 m \| \| \| \| nach Kralupy nad Vltavou (vorm. BEB) \| \| |                      |                                               |                                               |
| Strecke (außer Betrieb) |                      | von Zvoleněves (vorm. Zwolenowes-Smečnaer EB) | von Zvoleněves (vorm. Zwolenowes-Smečnaer EB) |
| Betriebs-/Güterbahnhof Strecke bis hier außer Betrieb | 9,9                  | Vinařice früher Střebichowitz-Vinařitz        | Vinařice früher Střebichowitz-Vinařitz        |
| Abzweig geradeaus und ehemals nach rechts |                      | vlečka Janův důl                              | vlečka Janův důl                              |
| ehemaliger Haltepunkt / Haltestelle | 13,1                 | Tuhaň                                         | Tuhaň                                         |
| Abzweig geradeaus und von links |                      | vlečka důl Mayrau, důl Ronna und důl Theodor  | vlečka důl Mayrau, důl Ronna und důl Theodor  |
| Abzweig geradeaus und ehemals nach links |                      | vlečka Barrův důl                             | vlečka Barrův důl                             |
| ehemaliger Haltepunkt / Haltestelle | 14,9                 | Švermov-Hnidousy                              | Švermov-Hnidousy                              |
| Abzweig geradeaus und von rechts |                      | von Kladno (vorm. BEB)                        | von Kladno (vorm. BEB)                        |
| Abzweig geradeaus und ehemals von rechts |                      | von Staré Kladno (vorm. BEB)                  | von Staré Kladno (vorm. BEB)                  |
| Bahnhof | 16,1                 | Kladno-Dubí                                   | 335 m                                         |
| Strecke |                      | nach Kralupy nad Vltavou (vorm. BEB)          | nach Kralupy nad Vltavou (vorm. BEB)          |

Die Bahnstrecke Vinařice–Kladno-Dubí ist eine Eisenbahnverbindung in Tschechien, die ursprünglich auf eine Kohlenbahn der Prager Eisenindustrie-Gesellschaft zurückgeht. Sie schloss in Vinařice an die Bahnstrecke Zvoleněves–Vinařice an und führt nach Kladno-Dubí. Die Strecke dient seit 1982 nur noch dem Güterverkehr.

## Geschichte

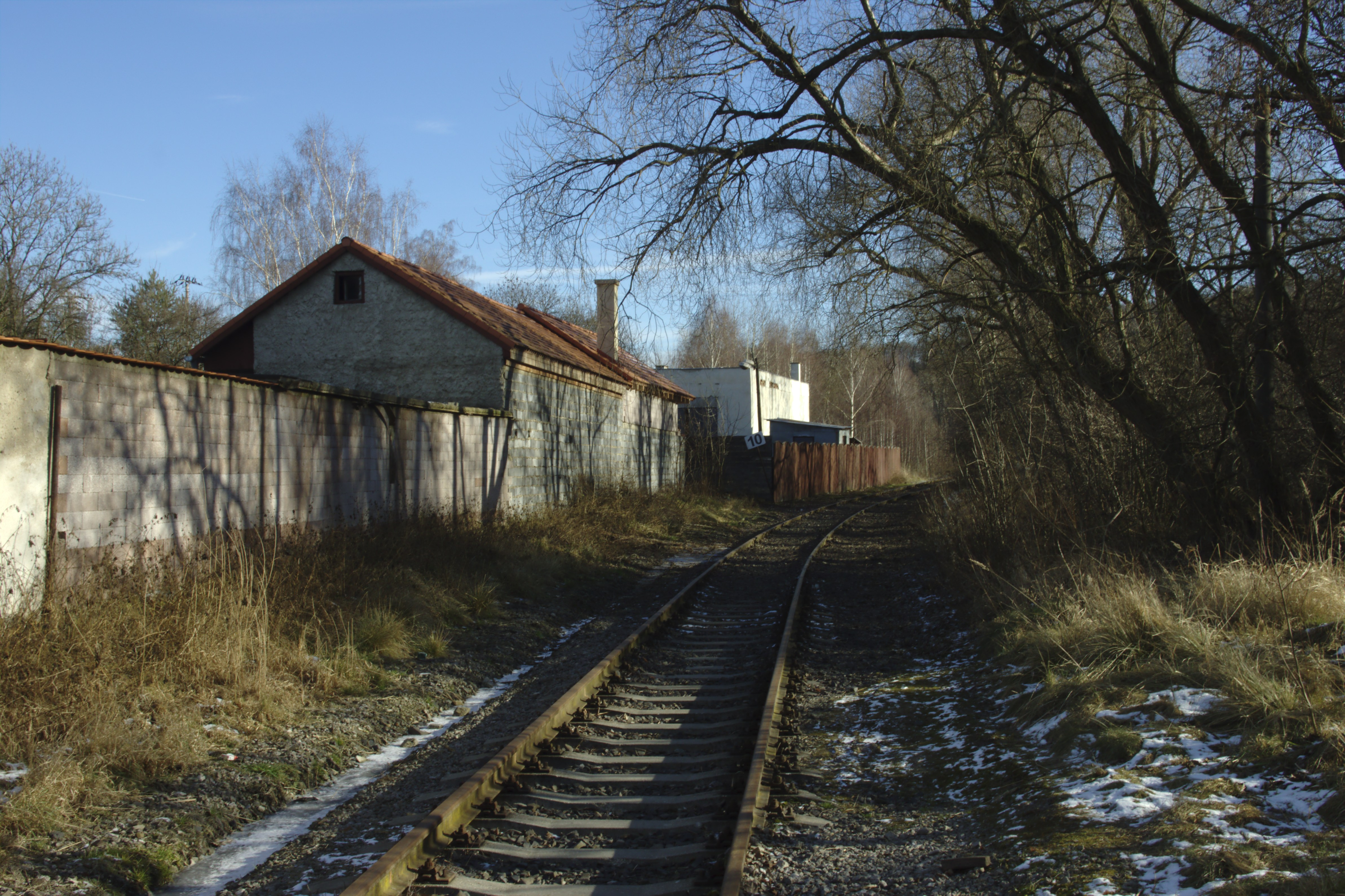
Strecke bei Tuháň (2012)

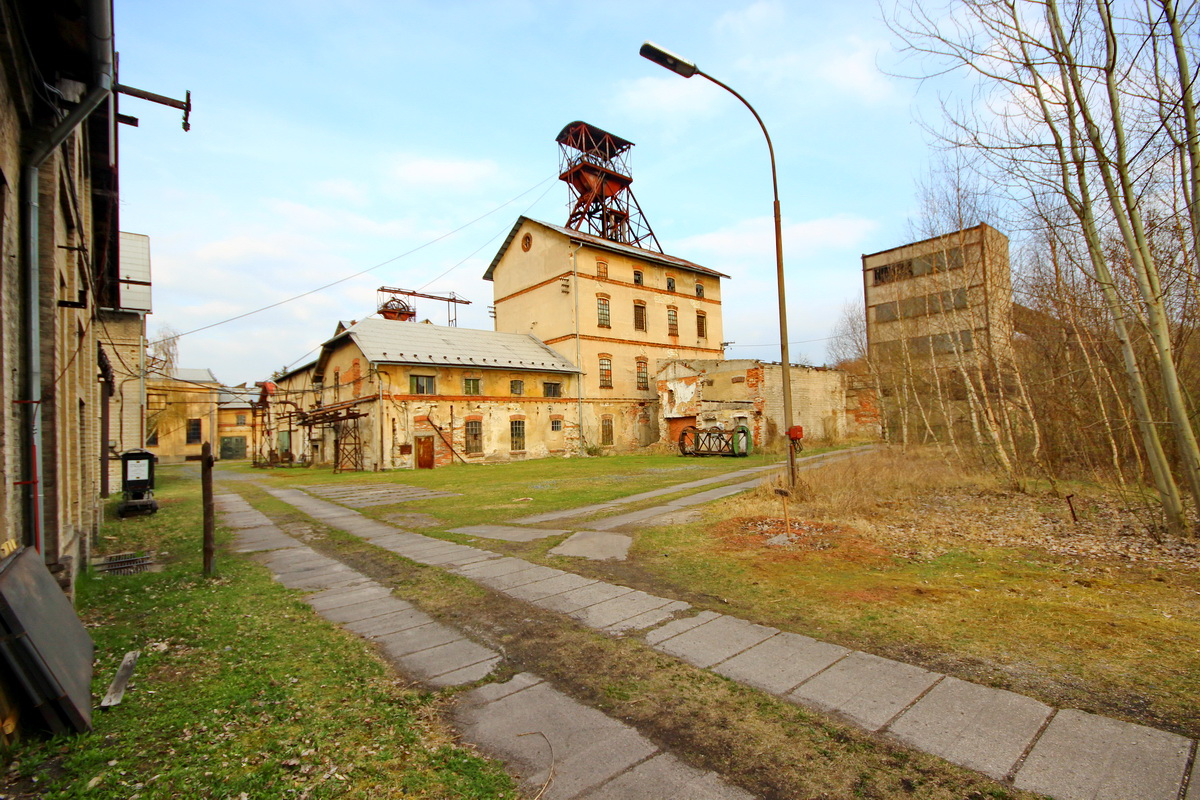
Mayrauschacht (2012)

Der erste Abschnitt der Strecke entstand 1875 als Schleppbahn der Prager Eisen-Industriegesellschaft vom Bahnhof Kladno-Dubí zum Mayrauschacht (důl Mayrau). Auch der Barréschacht (Barrův důl) erhielt einen Anschluss. Eine fast drei Kilometer Schleppbahn führte ab 1888 noch vom Mayrauschacht in nordöstlicher Richtung nach Hnidousy zum Ronna- und Theodorschacht.
Die Verbindung zur Bahnstrecke Zvoleněves–Vinařice entstand unmittelbar nach der Verstaatlichung der Zwolenowes-Smečnaer Eisenbahn-Aktiengesellschaft vor dem Ersten Weltkrieg. Über eine Verbindungskurve am Mayrauschacht waren nun auch direkte Zugfahrten über die Schleppbahn vom Ronna- und Theodorschacht in Richtung Zvoleněves möglich.
Der Reiseverkehr wurde am 3. Dezember 1945 mit vier Zugpaaren in der Relation Zvoleněves–Kladno-Dubí aufgenommen. Die Fahrzeiten der Züge waren dabei auf die Schichtwechsel der Bergwerke bei Kladno ausgerichtet. Zwischen Vinařice und Kladno-Dubí bedienten die Züge die neu gebauten Haltestellen Tuhaň (am Mayrauschacht) und Hnidousy (später Švermov-Hnidousy).
Am 28. Mai 1982 verkehrten die letzten Reisezüge zwischen Zvoleněves und Kladno-Dubí. Der Abschnitt Zvoleněves–Vinařice wurde stillgelegt und bis 1989 abgebaut. Der Bahnhof Vinařice wurde hingegen ab 1989 als Übungsgelände für die Eisenbahntruppen der Tschechoslowakischen Armee nachgenutzt, sodass die Strecke von Vinařice nach Kladno-Dubí als Anschlussbahn erhalten blieb. Heute nutzt die Firma Stavební obnova Železnic das Gelände. Die Zweigbahn zum Ronnaschacht (Důl Gottwald) war noch bis zur Stilllegung des Schachtes 1997 in Betrieb und wurde nachher abgebaut.